# Wulu
Wulu – hrabstwo w Sudanie Południowym, w stanie Lakes. W 2008 roku liczyło 40 550 mieszkańców (19 103 kobiet i 21 447 mężczyzn) w 7306 gospodarstwach domowych. Dzieli się na 4 mniejsze jednostki administracyjne zwane payam:
- Bargel
- Domoloto
- Makundi
- Wulu